# FFG-822 동해
동해함은 대구함급으로 해군이 운용 중인 1,500톤급 호위함(FF)과 1,000톤급 초계함(PCC)을 대체하기 위해 2020년 4월 29일 진수하게 되었다. 길이 122m, 폭 14m, 높이 35m 규모에 최고속력은 30노트(시속 55.5㎞) 2,800톤급 규모의 신형 호위함이다.
무장으로는 5인치 함포, 함대함유도탄, 근접방어무기체계 등을 갖추고 있으며 해상작전헬기 1대를 운용할 수 있다. 추진체계로는 영국 등 주요 국가에서 성능이 입증된 가스터빈과 추진전동기를 함께 사용하는 하이브리드 추진체계를 탑재해 수중방사소음을 감소시켰다.
동해함은 시운전 평가 기간을 거쳐 2021년 말 해군에 인도되며 이후 전력화 과정을 마치고 실전 배치될 예정이다.
해군은 호위함의 함명으로 시·도 단위급 지명을 사용해 온 전통에 따라 FFX Batch-Ⅱ 4번함을 동해함으로 명명했다. 예전의 동해함(PCC-751)은 76mm/40mm 함포, 유도탄 등을 탑재한 최초의 1,000톤급 국산 초계함으로 1983년 취역했었다.